# Gyula (keresztnév)
A Gyula régi magyar férfi személynév, ami a török eredetű gyula méltóságnévből ered, mely a török jula (fáklya) szóból származik. A honfoglalás korában az ország második főméltóságát nevezték így. A nevet már 1795-ben tévesen, de szándékosan azonosították a latin Julius névvel. Így lett a név női megfelelője a Júlia.

## Gyakorisága
A gyula méltóságnév hamar személynévvé vált, már a Képes krónikában olvashatunk Gyula nevet viselő pogány vezérről: "Ezután Szent István király híres és eredményes hadat indított nagybátyja ellen, akit Gyulának hívtak." Szent Gellért legendájában is olvasni lehet egy Gyula vitézről. A 16. századtól egyre ritkább lesz, majd szinte teljesen eltűnt. A Gyula nevet a 18-19. században tették ismét népszerűvé. Széchenyi István 1823-ban írta: „Gróf Andrássy Károly és Szápáry Etelka grófnő fia évszázadok óta az első magyar gyermek, kit Gyulának kereszteltek”.
1870-75 között Debrecenben a reformátusok között a 10., a katolikusok között a 4. legnépszerűbb név volt. Az 1950-es években a 12., 1967-ben a 19. legnépszerűbb férfinév volt, de a 80-as évekre visszacsúszott a 35. helyre. Az 1990-es években gyakori név, a 2000-es években a 62-78. leggyakoribb férfinév.

## Névnapok
- április 12.[3]
- május 27.[3]
- június 28.[3]
- július 1.[3]

## Híres Gyulák
„Gyula” utónevű személyek szócikkeinek listája a Wikidata alapján

### Pápák
- I. Gyula pápa
- II. Gyula pápa
- III. Gyula pápa

## Egyéb Gyulák

### Vezetéknévként
A Gyula és változata, a Gyulafi elterjedt vezetéknév.

### Az irodalomban
- Fekete István Tüskevár és Téli berek című regényeiben Tutajos igazi neve Ladó Gyula Lajos

### Földrajzi névként
- Gyula, város Békés vármegyében
- Gyulaháza, település Szabolcs-Szatmár-Bereg vármegyében
- Gyulaj, község Tolna vármegyében
- Gyulakeszi, község Veszprém vármegyében
- Gyulafirátót, magyar települések
- Gyulafehérvár (Románia), Fehér vármegye történelmi központja. Az Erdélyi Fejedelemség egykori fővárosa, és az erdélyi fejedelmek székhelye.
- Gyulakuta (Románia), község Erdélyben, Maros megyében
- Gyulavarsánd (Románia), község Erdélyben, Arad megyében
- Gyula (Ukrajna), község Kárpátalján, a Beregszászi járásban

### Egyéb
- gyula kisasszony a neve a tájnyelvben a nőies természetű fiatalembernek.[2]